# Henri Sagna
Pour les articles homonymes, voir Sagna.
Henri Sagna (né à Dakar en 1973) est un artiste plasticien sénégalais contemporain. Auteur de fresques murales, de décors de scène, de sculptures et d'installations surtout réalisées à partir de matériaux de récupération, il a mis son talent au service des causes qui lui tiennent à cœur, la défense de l'environnement et surtout la lutte contre le paludisme : le moustique – vecteur de la maladie – est ainsi un thème récurrent dans sa démarche créative.

## Biographie
Henri Sagna vit et travaille au Sénégal. Après avoir été formé à l’École nationale des arts (ENA) de Dakar – dans la section Environnement – il a reçu en 2005 le Premier Prix au sixième Salon national des artistes plasticiens sénégalais. Il est connu comme artiste sculpteur-recycleur. Partant d’éléments collectés, récupérés, l’artiste les assemble dans des installations très originales.
L’artiste anime des ateliers en France et au Sénégal autour des notions de collecte, récupération et recyclage. Il utilise essentiellement des matériaux de récupération et beaucoup le fil de fer pour assembler et réaliser ses propres sculptures.Aujourd'hui il est professeur d'art plastiques dans certaines écoles comme l'ISJA (institution sainte Jeanne d'arc de Dakar).

## Activités

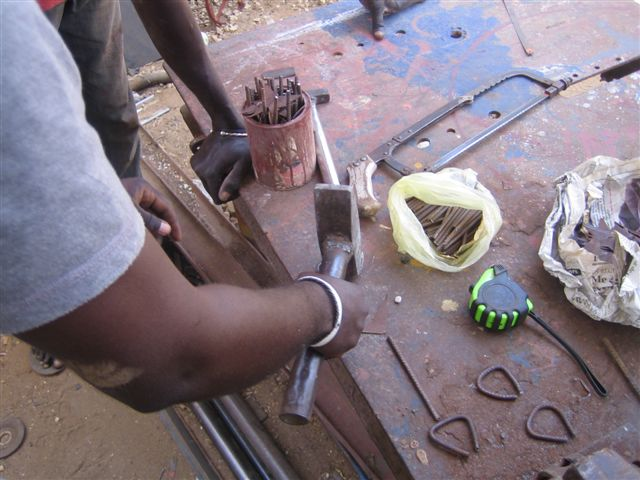
L'artiste au travail

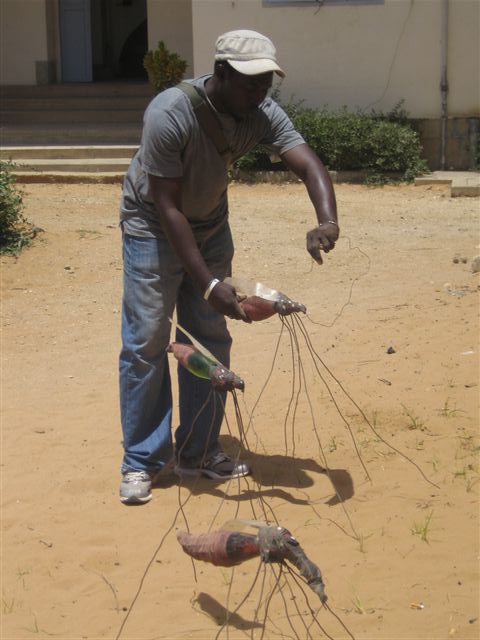
Henri Sagna installant l'une de ses œuvres dans son atelier

Sa démarche vise à sensibiliser le grand public et les habitants des banlieues, des bidonvilles, de la campagne à l’environnement. Centrant son travail plastique autour du moustique porteur du paludisme, Henri Sagna cherche à lutter contre la maladie. Mais son projet va plus loin : en rapprochant le caractère du moustique de celui de l’homme, il dénonce les guerres et les injustices.
Vecteur d'un fléau, le moustique s'inscrit aussi dans une culture et une tradition, notamment en Casamance – le patronyme de l'artiste suggère des origines casamançaises –, la région la plus humide, donc la plus touchée du Sénégal, où un combat acharné se mène au quotidien.Henri Sagna voit dans « la sollicitation esthétique la seule arme contre le désespoir ».
Ceci représente, pour lui, un moyen ludique de continuer à communiquer, en Europe et en particulier en France, le paludisme, et aussi de donner une conscience plus étendue de ce fléau et des maux qui ravagent l’Afrique. Apprendre aux jeunes à concilier démarche artistique et réflexion sur l’environnement est également l’un des buts de ses ateliers.
Parmi les dix plasticiens de l’exposition « Sénégal contemporain » du Musée Dapper, qui a regroupé en 2006 la créativité d'une génération d'artistes sénégalais, Henri Sagna a imaginé une salle avec ses thèmes préférés : moustiquaires et moustiques ! Les insectes ont été construits avec de longues pattes en fil de fer galvanisé, des abdomens en bouteilles de soda et des ailes de Rhodoïd (papier transparent), en utilisant des proportions gigantesques pour ses œuvres.

## Expositions (sélection)
- 2000 : Salon national des artistes plasticiens (Dakar)
- 2001 : Art Express. Les Arts pour un bien-être social"(Dakar,      Musée d'Art africain de l'IFAN ; Espace Faguèye)
- 2002 : Planète culture (Biennale de Dakar-off)
- 2003 : Workshop TGD 3 ; Salon national des artistes plasticiens       sénégalais (Dakar, Galerie nationale)
- 2004 : Salon Michelle Kâ ; (Biennale de Dakar-off)
- 2005 : Exposition personnelle à l'atelier de la styliste Claire Kane      (Dakar) ; Création contemporaine au Sénégal. Arts graphiques et sculpture  (Dakar, Le Manège à l'Institut français Léopold Sédar Senghor) ; Salon national des artistes plasticiens sénégalais (Thiès) ; Semaine culturelle du Sénégal au Burkina Faso
- 2006 : Musée Dapper, Senegal Contemporain (Paris) ; Festival Rue Léon et Cité internationale des arts (Paris)
- 2007 : Musée Maurice Denis, Terre Noir (France) ; Galerie Art Mur (Montréal) ; Musée d'arts contemporain de Montréal ; Artéfact Montréal 3e édition Sculpture Urbaine ; Iles sainte Hélène ; Résidence Ambassade de France à Dakar
- 2008 : Musée Der Dinge Détour : Berlin, workshop sur l'art et le multimédia à Keur Thiossane (Dakar)
- 2009 : Festival panafricain à Alger ; workshop sur Arduino et Pure Data à Keur Thiossane (Dakar)

## Distinctions
- 2005 : Premier prix au 6e Salon national des plasticiens sénégalais[3]

## Galerie

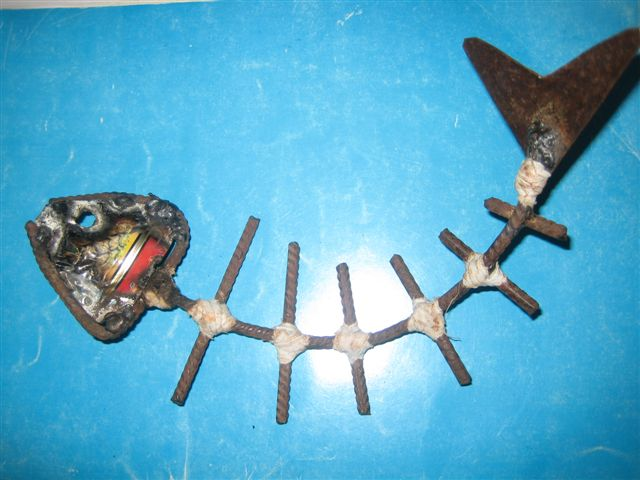
Poisson d'Henri Sagna
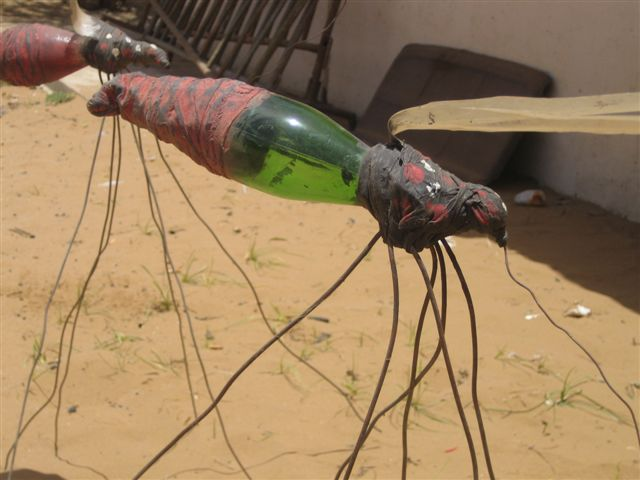
Moustique : détail d'une installation
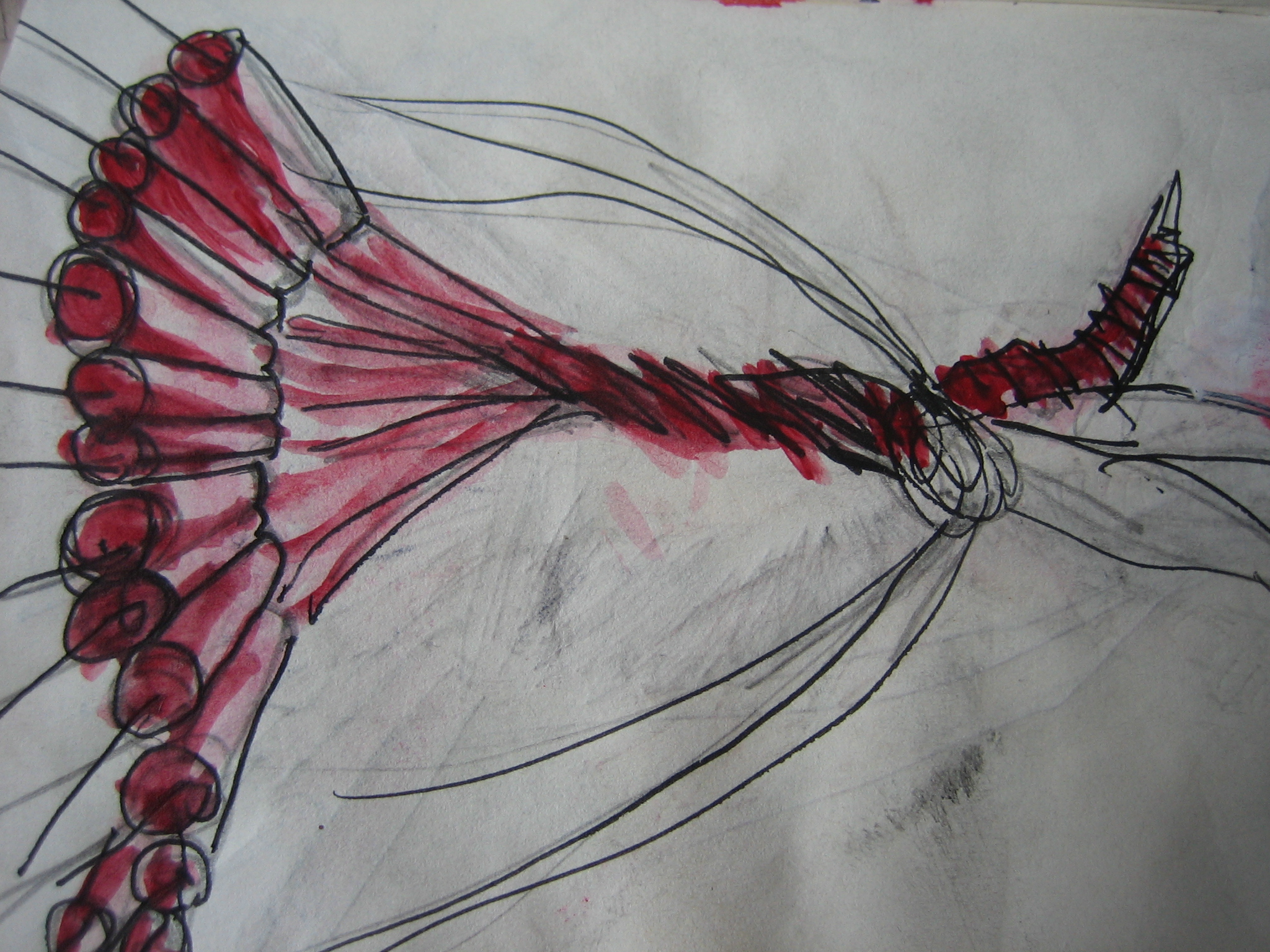
Moustique : « Une œuvre d'art pour Wikipédia »